# Рубен Рубенид
Рубен Рубенид — (после 1120—1141) — армянский князь из династии Рубенидов. Сын Левона I, и родной брат шестого и восьмого правителей Киликии Тороса II-го и Млеха

## Биография
Рубен был сыном правителя Киликии Левона I, который вел войны с византийцами и антиохийцами. В июне 1137 года византийские войска захватили равнинную Киликию, затем, после тридцатисемидневной осады, столицу княжества Рубенидов — Аназарб. Некоторое время спустя был взят в плен и армянский правитель, укрывшийся в своем родовом замке Вахка. Плененный Левон I вместе с женой и двумя сыновьями — Рубеном и Торосом, был отправлен в Константинополь. Молодой Рубен, не пережил византийский плен и умер в Константинополе в 1141 году.